# Nông Sinh Văn
Nông Sinh Văn (tiếng Trung giản thể: 农生文, bính âm Hán ngữ: Nóng Shēngwén, sinh tháng 8 năm 1965, người Tráng) là chính trị gia nước Cộng hòa Nhân dân Trung Hoa. Ông là Ủy viên dự khuyết Ủy ban Trung ương Đảng Cộng sản Trung Quốc khóa XX, hiện là Thường vụ Khu ủy Quảng Tây, Bí thư Thành ủy Nam Ninh. Ông từng là Bộ trưởng Bộ Thống Chiến Khu ủy Quảng Tây.
Nông Sinh Văn là đảng viên Đảng Cộng sản Trung Quốc, học vị Cử nhân Địa lý học, Thạc sĩ Địa lý tự nhiên. Ông có sự nghiệp hơn 30 năm đều công tác ở quê nhà Quảng Tây.

## Xuất thân và giáo dục
Nông Sinh Văn sinh vào tháng 8 năm 1965 tại huyện Thiên Đẳng thuộc chuyên khu Nam Ninh, nay thuộc địa cấp thị Sùng Tả, Khu tự trị dân tộc Tráng tỉnh Quảng Tây, Cộng hòa Nhân dân Trung Hoa. Ông lớn lên trong một gia đình người Tráng, tốt nghiệp cao trung ở Thiên Đẳng, đến năm 1983 thì thi cao khảo và đỗ Đại học Sư phạm Hoa Trung, tới thủ phủ Vũ Hán nhập học hệ địa lý từ tháng 9 cùng năm, tốt nghiệp cử nhân khoa học chuyên ngành này vào tháng 7 năm 1989. Sau đó, ông tiếp tục thi và đỗ chương trình nghiên cứu sinh toàn thời gian của Sở nghiên cứu Vật lý địa cấp và Trắc lượng, Viện Khoa học Trung Quốc, nhận bằng Thạc sĩ Địa lý tự nhiên vào tháng 9 năm 1990. Ông từng tham gia các chương trình bồi dưỡng, huấn luyện gồm khóa quản trị kinh doanh giai đoạn tháng 4–10 năm 2002 tại Đại học Cincinnati, Ohio, Hoa Kỳ; chương trình bồi dưỡng quản lý công cộng cấp cao dành cho cán bộ cấp sảnh, địa, tổ chức bởi Bộ Tổ chức Trung ương Đảng Cộng sản Trung Quốc liên kết giữa Đại học Thanh Hoa và Đại học Harvard. Nông Sinh Văn được kết nạp Đảng Cộng sản Trung Quốc vào tháng 3 năm 1995.

## Sự nghiệp
Tháng 9 năm 1990, sau khi hoàn thành 7 năm học tập bậc thạc sĩ ở Vũ Hán, Nông Sinh Văn được phân về quê nhà Quảng Tây, làm việc ở Chính phủ Nhân dân Khu tự trị dân tộc Tráng Quảng Tây ở vị trí cán bộ Sảnh Dân chính. Ngạch công vụ viên của ông lần lượt là khoa viên, phó chủ nhiệm rồi chủ nhiệm khoa viên, được thăng chức làm Phó Trưởng phòng Quy hoạch khu hành chính từ tháng 11 năm 1994. Sang tháng 2 năm 1996, ông là Trưởng phòng Địa danh quy hoạch khu, từng được điều động kiêm nhiệm làm Phó Huyện trưởng Đông Lan của địa khu Hà Trì từ tháng 10 năm 1997 đến tháng 9 năm 1999. Tới tháng 8 năm 2000, ông là Thành viên Đảng tổ, Phó Sảnh trưởng Dân chính, giữ chức này 5 năm rồi được điều về địa cấp thị Khâm Châu, chỉ định vào Ủy ban Thường vụ Thị ủy rồi nhậm chức Bộ trưởng Bộ Tổ chức Thị ủy Khâm Châu từ tháng 4 năm 2005, rồi Phó Bí thư chuyên chức thị ủy địa phương này từ tháng 9 năm 2006. Tháng 11 năm 2008, ông được điều trở lại, nhậm chức Chủ nhiệm Văn phòng Tiểu tổ lãnh đạo đánh giá hiệu suất Quảng Tây, cấp chính sảnh, công tác liên tục ở cương vị này 7 năm rồi kiêm nhiệm làm Phó Chủ nhiệm Văn phòng Ủy ban biên chế cơ cấu Quảng Tây từ tháng 7 năm 2015. Tháng 5 năm 2016, ông được điều về địa cấp thị Lai Tân, nhậm chức Bí thư Thị ủy, được bầu làm Chủ nhiệm Ủy ban Thường vụ Nhân đại Lai Tân, công tác ở địa phương này xuyên suốt 1 nhiệm kỳ.
Tháng 11 năm 2021, Nông Sinh Văn được bầu làm Ủy viên Ủy ban Thường vụ Khu ủy Quảng Tây, được phân công làm Bộ trưởng Bộ Công tác Mặt trận Thống nhất Khu ủy, kiêm Phó Bí thư Đảng tổ Ủy ban Quảng Tây Chính hiệp Trung Quốc. Tới ngày 15 tháng 4 năm 2022, ông được điều về thủ phủ Nam Ninh làm Bí thư Thành ủy, Bí thư thứ Nhất Đảng ủy Khu Cảnh bị Nam Ninh. Cuối năm này, ông là đại biểu của đoàn Quảng Tây dự Đại hội Đảng Cộng sản Trung Quốc lần thứ XX. Trong quá trình bầu cử tại đại hội, ông được bầu là Ủy viên dự khuyết Ủy ban Trung ương Đảng Cộng sản Trung Quốc khóa XX.